# Магнус I
Магнус I (на норвежки: Magnus Olavsson), повече известен като Магнус Добрия (на норвежки: Magnus den gode), (ок. 1024 – 25 октомври 1047), е крал на Норвегия от 1035 г. и на Дания от 1042 г., управлявал и двете кралства до смъртта си. Син на Свети Олаф II и на неговата наложница Алвхилда, той бил единствен син на Свети Олаф, който имал само дъщеря от брака си със съпругата си Астрид Олофсдотер.
След смъртта на баща си през 1028 г. Магнус напуска заедно с майка си Норвегия и се завръща през 1035 г., за да седне на престола едва 11-годишен.
Умира от болест на 25 октомври 1047 г. в Ютланд докато воюва с разбунтувалите се датчани водени от Свен II. Посочва като свой наследник на датския трон същия Свен II, а на норвежкия престол – своя чичо Харалд Хардроде, когото година по-рано бил приел като равноправен регент. Погребан е до баща си Свети Олаф в катедралата в Тронхайм, наричан по онова време Нидарос. Оставя една дъщеря на име Рагнхилда Магнусдатер (родена от наложница, чието име не е известно).